# Nesioneta similis
Nesioneta similis là một loài nhện trong họ Linyphiidae.
Loài này thuộc chi Nesioneta. Nesioneta similis được Alfred Frank Millidge miêu tả năm 1991.